# Cannon Beach
Cannon Beach ist eine Kleinstadt in Clatsop County im US-Bundesstaat Oregon. Die Stadt ist ein geschäftiger Fremdenverkehrsort im Pazifischen Nordwesten. Das U.S. Census Bureau hat bei der Volkszählung 2020 eine Einwohnerzahl von 1.489 ermittelt.

## Tourismus
Durch seine Nähe zu Portland ist Cannon Beach ein beliebter Ausflugsort für die Einwohner der größten Stadt des Bundesstaates.
Der State Park Arcadia Beach State Recreation Site liegt dort.

## Geschichte
Am 6. Januar 1806 machte sich Captain William Clark mit zwölf Männern der Lewis-und-Clark-Expedition von ihrem Winterquartier Fort Clatsop  auf den Weg, um einen gestrandeten Wal zu suchen. Sie erreichten den Walkadaver unweit von Tillamook Head. Clark benannte einen Bach Ecola Creek nach „Ekoli“, dem Chinook-Wort für Wal. Am 10. September 1846 sank der US-Schoner USS Shark beim Versuch, die Barre des Columbia River zu überqueren. Ein Teil des Wracks wurde südlich von Tillamore Head an Land gespült. Nach einem Wintersturm wurde 1894 eine der Kanonen des Schoners am Strand entdeckt. Die Kanone geriet in Privatbesitz, der Fundort wurde Cannon Beach genannt. Eine Nachbildung der Kanone ist heute am Highway 101 ausgestellt, das Original befindet sich im Cannon Beach History Center and Museum. Die von amerikanischen Siedlern gegen Ende des 19. Jahrhunderts gegründete Siedlung wurde zuerst nach dem bei Arch Cape in den Pazifik mündenden Bach Ecola genannt. Da Ecola häufig mit dem Ort Eola in Oregon verwechselt wurde, wurde der Ort 1922 in Cannon Beach umbenannt.
Cannon Beach ist berühmt für seine Landmarke Haystack Rock nahe Tolovana Park im Südwesten des Ortes sowie für seine Künstlerkolonie. Viele Touristen kommen auch zur Walbeobachtung hierher. Nördlich des Orts liegt der Ecola State Park, etwa 14 km südlich der Oswald West State Park.	
Der durch das Karfreitagsbeben am 27. März 1964 ausgelöste Tsunami zerstörte eine Brücke des Highway 101 bei Cannon Beach. Um den Tourismus in der Stadt wieder zu beleben, wurde im August 1965 am Strand der erste Sandburgen-Wettbewerb der kontinentalen USA veranstaltet. Seitdem wird der Sandskulpturenwettbewerb, der Sandcastle Day, jährlich im Sommer ausgetragen. Veranstalter ist die örtliche Industrie- und Handelskammer (Cannon Beach Chamber of Commerce).
Der National Park Service führt für Cannon Beach vier Bauwerke und Stätten im National Register of Historic Places (NRHP) an (Stand 4. Januar 2019).